# David Renaud Boullier
Pour les articles homonymes, voir Boullier.
David Renaud Boullier, ministre du culte à Amsterdam, ensuite à Londres, né à Utrecht en 1699, où il est mort en 1759.
Il se signala par son zèle contre les doctrines philosophiques du XVIIIe siècle. 

## Œuvres
Ses principaux ouvrages sont : 
- Essai sur l'âme des bêtes (1727)
- Doctrine orthodoxe de la Trinité, 1734
- Lettres sur les vrais principes de la religion, 1741
- Lettres critiques sur les Lettres philosophique de Voltaire, 1754, etc.